# Lollapalooza Chile 2017
Lollapalooza Chile 2017 fue la séptima edición del festival musical en dicho país, celebrado en el parque O'Higgins de la ciudad de Santiago los días 1 y 2 de abril.

## Desarrollo

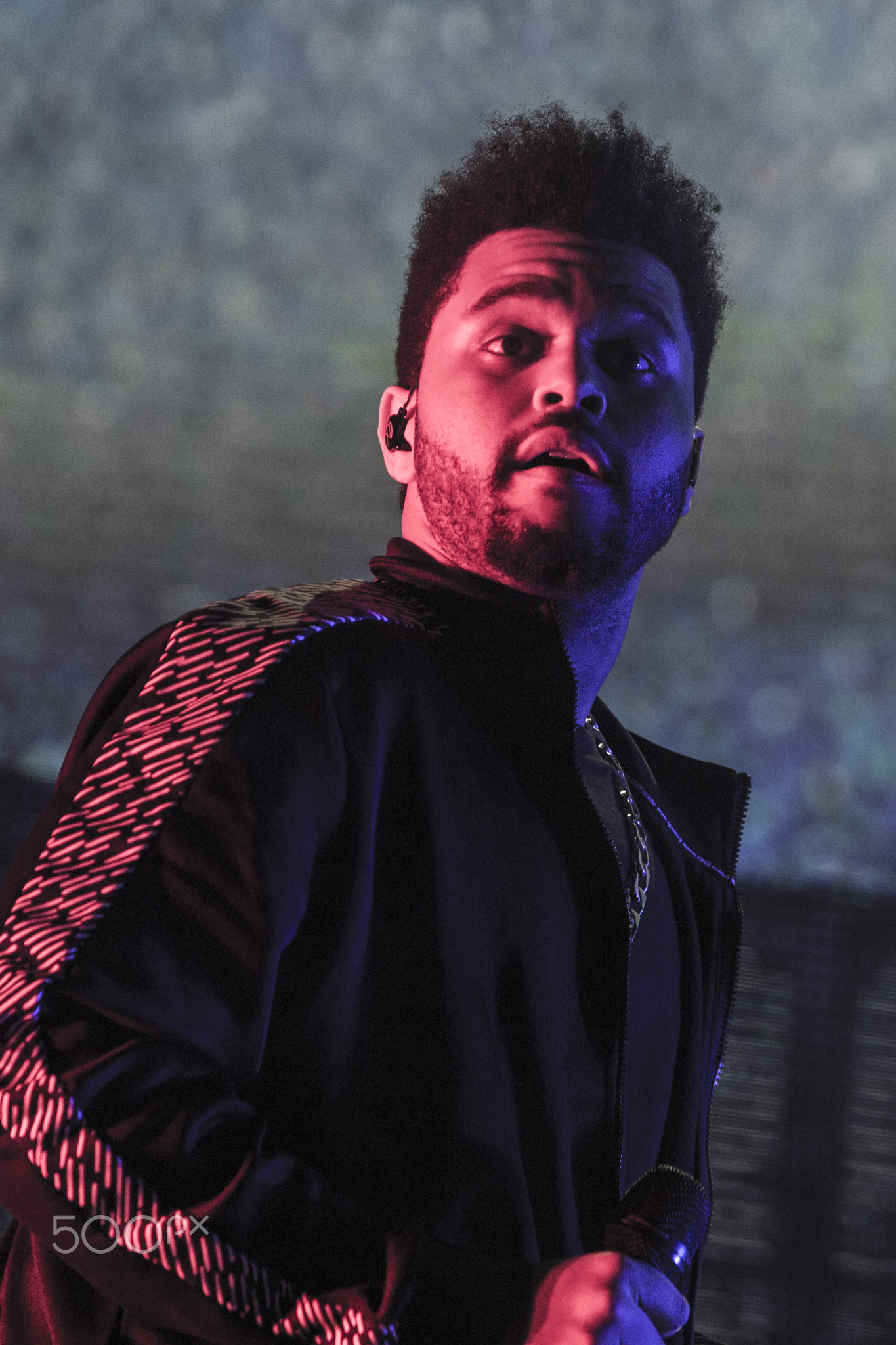
The Weeknd en Lollapalooza Chile 2017

El festival congregó a más de 80.000 personas diarias sumando un total de 160.000 personas siendo esta edición la más vendida de todas hasta el día de hoy.
Días previos al festival se anunció oficialmente un séptimo escenario llamado "Aldea Verde Stage", que estuvo dentro del parque en los años anteriores pero sin tarima y sin ser insertado dentro de la zona de horarios del festival, cosa que este año sí se hizo. El escenario fue encabezado por la cantante chilena-estadounidense Natalia Contesse y los hermanos Parra.
La séptima edición se vio criticada por los grandes problemas que tuvo que enfrentar la producción, como los atrasos en la presentación de artistas como The Strokes, quienes además tuvieron problemas técnicos al inicio de su presentación en donde posteriormente el vocalista, Julian Casablancas,  bromeaba con sus fanáticos con que habían tocado dos veces su canción inicial "The Modern Age". Además se criticó bastante el colapso que tuvo el parque debido a la gran cantidad de público que asistió este año al festival, días posteriores al festival el productor y gerente de Lollapalooza Chile, Max del Río, anunció que veían como probabilidad hacer expandir el mapa del festival hacia los lugares que no estaban con acceso del parque.
Aún frente a todos estos problemas, la séptima edición fue catalogada como una de las mejores hasta la fecha en la historia del festival en Chile.[¿según quién?]

## Line up
La lista de artistas participantes se dio a conocer el 28 de septiembre de 2016; el 9 de marzo, los estadounidense The Chainsmokers cancelaron su presentación en el festival debido a un conflicto con la programación de su gira; sin embargo, el dúo sí se presentó en Brasil y Argentina. Su reemplazante en Chile fue Diplo, miembro y líder de Major Lazer y Jack Ü.
| Sábado 1 de abril | Sábado 1 de abril | Sábado 1 de abril     | Sábado 1 de abril    | Sábado 1 de abril               | Sábado 1 de abril                 |
| VTR Stage         | Itaú Stage        | Acer Windows 10 Stage | Perry's Stage by VTR | Lotus Stage                     | Kidzapalooza                      |
| ----------------- | ----------------- | --------------------- | -------------------- | ------------------------------- | --------------------------------- |
| Metallica         | The xx            | G-Eazy                | Diplo                | López                           | The Helmets                       |
| Rancid            | The 1975          | Tove Lo               | Marshmello           | Crisálida                       | Sophi Lira                        |
| Cage the Elephant | Glass Animals     | Bomba Estéreo         | Tchami               | Dr. Vena                        | Beatriz Pichi Malen (Secret Show) |
| Lucybell          | Weichafe          | Silversun Pickups     | Don Diablo           | Paz Court y la Orquesta Florida | De tu Cuna a tu Tumba             |
| La Pozze Latina   | Villa Cariño      | Newen Afrobeat        | DJ Who               | 8 Monkys                        |                                   |
|                   |                   | Prehistöricos         | Alok                 | Rey Puesto                      |                                   |
|                   |                   |                       | Román & Castro       | (Me Llamo) Sebastián            |                                   |

| Domingo 2 de abril   | Domingo 2 de abril        | Domingo 2 de abril    | Domingo 2 de abril   | Domingo 2 de abril  | Domingo 2 de abril                        |
| VTR Stage            | Itaú Stage                | Acer Windows 10 Stage | Perry's Stage by VTR | Lotus Stage         | Kidzapalooza                              |
| -------------------- | ------------------------- | --------------------- | -------------------- | ------------------- | ----------------------------------------- |
| The Strokes          | The Weeknd                | Flume                 | Martin Garrix        | Mad Professor       | Mazapán y Nerven&Zellen                   |
| Two Door Cinema Club | Duran Duran               | Melanie Martinez      | Oliver Heldens       | Zaturno ft. MC Piri | El Barco Volador                          |
| Jimmy Eat World      | Catfish and the Bottlemen | MØ                    | Nervo                | Boraj               | Anger Parra y Javiera Parra (Secret Show) |
| Álex Anwandter       | Gondwana                  | Vance Joy             | GRiZ                 | Temple Agents       | Piececitos en Concierto                   |
| We Are the Grand     | Liricistas                | Tegan and Sara        | Borgore              | Amahiro             |                                           |
|                      |                           | Chicago Toys          | Vives&Forero         | Enrique Icka        |                                           |
|                      |                           |                       | Rod Valdés           | Mariel Mariel       |                                           |
|                      |                           |                       |                      | Tus Amigos Nuevos   |                                           |

## Sideshows
| Artista           | Ubicación                         | Fecha       |
| ----------------- | --------------------------------- | ----------- |
| Lucybell          | Discoteca Blondie                 | 31 de marzo |
| [[Diplo\| Diplo]] | Hotel Radisson Ciudad Empresarial | 1 de abril  |